# 山东屯古城址
山东屯古城址，位于中国吉林省双辽市卧虎镇山东屯，为一个省级文物保护单位，类型为古城址，公布时间为2007年5月31日。该文物保护单位由双辽市文管所管理。
山东屯古城址的历史年代为辽---金。